# 補体制御因子
補体制御因子（ほたいせいぎょいんし）は、補体の活性化から自己の細胞を守るタンパク質である。
補体の活性化から、「自己」と「非自己」を区別するのに、補体制御因子として知られるタンパク質は役に立つ。補体制御因子は、補体系の成分との相互作用をする保存された繰り返されるドメインをもつものが多い。
多くの補体制御因子は、自己の細胞の表面での補体系の活性化を防ぎ、自己免疫によって引き起こされる損傷から自己の組織を保護する。このため、これらのタンパク質は、自己免疫疾患や、がんにおいて重要な役割を果たしている。

## メンバー
このファミリー内のよく研究されているタンパク質のほとんどは、2つのクラスに分類できる。:
細胞膜に結合して働く補体制御因子
- CD46 (membrane cofactor protein : MCP)
- 崩壊促進因子（（Decay-accelerating factor：DAF） ( CD55 ))
- CD59
- CD35(Complement receptor type 1 (CR1)：C3b/C4b receptor)
- Complement Regulator of the Immunoglobulin Superfamily (CRIg)

液性因子
- H因子（Factor H、Complement Factor H、CFH）
- C4結合タンパク質 ( C4bp )

## 保護のメカニズム
ヒトの体のすべての細胞は、膜に結合する補体制御因子である、CR1、DAF、または MCP の1つ以上によって保護されている。H因子とC4bpは血漿中を循環し、グリコサミノグリカンなどの宿主特異的な多糖へ結合し、自己の細胞の表面に配置される。
ほとんどの補体制御因子は、転換酵素の活性を妨げることによって機能する。転換酵素といわれる、C3b.BbとC4b.2aは、補体系の中心成分であるC3bを活性化することによって補体を活性化する酵素である。CD46 などの一部の補体制御因子は、他の補体制御因子を動員して、転換酵素を分解し不活性化する。DAF( CD55 )は、C3bやC4bと相互作用し、補体カスケードの増幅装置であるC3b.BbとC4b.2aの形成を阻害する。CD59は補体ペプチドC9のオリゴマー化をブロックし、膜侵襲複合体（MAC）の形成を阻止する。
たとえば、C3b.Bbは副経路の重要な転換酵素であり、B因子がC3b に結合し、その後切断され形成される。これが起こるのを防ぐために、H因子は B因子と競合して C3b に結合する。結合できた場合、転換酵素は形成されない。いくつかの細菌性病原体はH因子と結合することで、補体系から逃れる。

## 構造
補体のタンパク質は、Sushiドメインまたはショート コンセンサス リピート (SCR) ともいうCCPドメインを持つものが頻繁にみられる。このベータサンドイッチドメインには約60のアミノ酸残基が含まれており、2つの保存されたジスルフィド結合をもつ。

## 臨床的意義
補体は、炎症や自己免疫に関連する多くの疾患に関与していると考えられている。[11] 補体制御因子、および補体系の構成要素間の相互作用を標的とする治療法の開発が、エクリズマブなどの薬剤の開発につながった。
補体制御因子の機能が低下すると、補体により自己の細胞が攻撃される。
H 因子の遺伝子に突然変異または一塩基多型を有する人は、非定型溶血性尿毒症症候群、atypical hemolytic uremic syndrome, 濃厚沈着疾患dense deposit diseases (膜性増殖性糸球体腎炎2型) 高齢者に多い加齢黄斑変性症などの疾患にかかりやすい可能性がある。 このことから補体制御の重要性がわかる。
ヒトの補体調節因子を発現するように遺伝子改変されたトランスジェニックブタを、ブタからヒトへの異種移植に使用するという研究もされている。
補体制御因子は、悪性腫瘍にも関与する。悪性腫瘍は、補体制御因子により、直接的な補体攻撃を逃れ、特異的なモノクローナル抗体療法と相乗効果をもたらす補体依存性の細胞傷害作用からも防御する。一部の悪性腫瘍の細胞では、膜結合型の補体制御タンパク質、特に CD46、DAF、CD59 の発現が増加していることが示されている。 このメカニズムにより、一部の腫瘍は補体の作用を回避している。
補体制御因子は病原性微生物によって広くに悪用されている。 淋病と髄膜炎の原因菌である淋菌および髄膜炎菌は、H因子やC4bpなどの可溶性の補体制御因子と結合し、補体を回避する。ワクシニアVacciniaなどの多くのウイルスは、補体系を回避する目的で、補体制御因子をエンベロープに組み込みます。麻疹ウイルスなどは、感染中に細胞に侵入するために 補体制御因子を受容体として使用する。これらの戦略はそれぞれ、髄膜炎菌の場合と同様、ワクチン開発の標的となる可能性があります。
脳内の補体系の制御がうまくいかず、過剰なシナプス刈り込みがみられる、統合失調症の特定の形態がある。 脳に特異的な補体制御因子であるSushi Multiple Domains 1 (CSMD1)の遺伝的な変異が、統合失調症を発症するリスクと関連している。 

## 引用
1. ↑  “Amino acid patterns within short consensus repeats define conserved duplicons shared by genes of the RCA complex”. Journal of Molecular Evolution 59 (2):  143–57. (August 2004). Bibcode: 2004JMolE..59..143M. doi:10.1007/s00239-004-2609-8. PMID 154866906
2. ↑  “Discrimination between host and pathogens by the complement system”. Vaccine 26 Suppl 8 (Suppl 8):  I15-21. (December 2008). doi:10.1016/j.vaccine.2008.11.023. PMC 2673523. PMID 19388159.
3. ↑  “Complementing the Sugar Code: Role of GAGs and Sialic Acid in Complement Regulation”. Frontiers in Immunology 6:  25. (2015-02-02). doi:10.3389/fimmu.2015.00025. PMC 4313701. PMID 25699044.
4. ↑  “Complement regulators and inhibitory proteins”. Nature Reviews. Immunology 9 (10):  729–40. (October 2009). doi:10.1038/nri2620. PMID 19730437.
5. ↑  “Factor H Family Proteins in Complement Evasion of Microorganisms”. Frontiers in Immunology 8:  571. (2017-05-18). doi:10.3389/fimmu.2017.00571. PMC 5435753. PMID 28572805.
6. ↑  “Spatially conserved motifs in complement control protein domains determine functionality in regulators of complement activation-family proteins”. Communications Biology 2 (1):  290. (December 2019). doi:10.1038/s42003-019-0529-9. PMC 6683126. PMID 31396570.
7. ↑  “Discrimination between host and pathogens by the complement system”. Vaccine 26 Suppl 8 (Suppl 8):  I15-21. (December 2008). doi:10.1016/j.vaccine.2008.11.023. PMC 2673523. PMID 19388159.
8. ↑  “Complement factor H gene mutation associated with autosomal recessive atypical hemolytic uremic syndrome”. American Journal of Human Genetics 66 (5):  1721–2. (May 2000). doi:10.1086/302877. PMC 1378030. PMID 10762557.
9. ↑  “A common haplotype in the complement regulatory gene factor H (HF1/CFH) predisposes individuals to age-related macular degeneration”. Proceedings of the National Academy of Sciences of the United States of America 102 (20):  7227–32. (May 2005). doi:10.1073/pnas.0501536102. PMC 1088171. PMID 158701996
10. ↑  “Progress in Xenotransplantation: Immunologic Barriers, Advances in Gene Editing, and Successful Tolerance Induction Strategies in Pig-To-Primate Transplantation”. Frontiers in Immunology 13:  899657. (2022). doi:10.3389/fimmu.2022.899657. PMC 9157571. PMID 35663933.
11. ↑  “Xenotransplantation: Current Status in Preclinical Research”. Frontiers in Immunology 10:  3060. (2020). doi:10.3389/fimmu.2019.03060. PMC 6989439. PMID 32038617.
12. ↑  “Complement: a key system for immune surveillance and homeostasis”. Nature Immunology 11 (9):  785–97. (September 2010). doi:10.1038/ni.1923. PMC 2924908. PMID 20720586.
13. ↑  “Human complement control and complement evasion by pathogenic microbes--tipping the balance”. Molecular Immunology 56 (3):  152–60. (December 2013). doi:10.1016/j.molimm.2013.05.222. PMID 23810413.
14. ↑  Baum, Matthew L. (2018-09-16) (英語). The Schizophrenia-Associated Gene, CSMD1, Encodes a Brain-Specific Complement Inhibitor.
15. ↑  “Altered expression of the CSMD1 gene in the peripheral blood of schizophrenia patients”. BMC Psychiatry 19 (1):  113. (April 2019). doi:10.1186/s12888-019-2089-4. PMC 6466712. PMID 309876206
16. ↑  “The complement control-related genes CSMD1 and CSMD2 associate to schizophrenia” (English). Biological Psychiatry 70 (1):  35–42. (July 2011). doi:10.1016/j.biopsych.2011.01.030. PMID 214395536